# Xian de Zhuolu
Le xian de Zhuolu (涿鹿县 ; pinyin : Zhuōlù Xiàn) est un district administratif de la province du Hebei en Chine. Il est placé sous la juridiction de la ville-préfecture de Zhangjiakou.

## Démographie
La population du district était de 328 092 habitants en 1999.